# 前410年
| 千纪： | 前1千纪 |
| 世纪： | 前6世纪 \| 前5世纪 \| 前4世纪 |
| 年代： | 前440年代 \| 前430年代 \| 前420年代 \| 前410年代 \| 前400年代 \| 前390年代 \| 前380年代                                                                                            |
| 年份： | 前415年 \| 前414年 \| 前413年 \| 前412年 \| 前411年 \| 前410年 \| 前409年 \| 前408年 \| 前407年 \| 前406年 \| 前405年                                                              |
| 纪年： | 周威烈王十六年 魯穆公六年 齊宣公四十六年 晉烈公六年 趙獻子十四年 魏文侯十五年韓武子十五年 秦簡公五年 楚簡王二十二年 宋昭公五十九年 衛慎公五年 鄭繻公十三年 燕後簡公五年 越王翳元年 |

## 大事記
- 周威烈王午命晉國大夫韓、趙二家攻齊國，攻克長垣（今河南省長垣县）。
- 田悼子掌握齊國大权。
- 秦國发生日食。
- 欧里庇得斯的戏剧《腓尼基妇女》上演。

## 出生
- 趙敬侯，战国时期，赵国君主。